# Ai Weiwei Citizen’s Investigation Installation, Remembering und Snake Ceiling
Ai Weiwei Citizen’s Investigation Installation, Remembering und Snake Ceiling sind künstlerische Installationen des chinesischen Künstlers Ai Weiwei.

## Hintergrund

### Das Sichuan-Erdbeben
Am 12. Mai 2008 ereignete sich ein schweres Erdbeben der Stärke 7,8, um 14.28 Uhr Ortszeit in China. Das Epizentrum des Bebens, befand sich 95 Kilometer nordwestlich von Chengdu, der Hauptstadt von Sichuan. Selbst in Peking und Shanghai war der immense Erdstoß zu spüren. Aufgrund der geringen Tiefe des Erdbebens war die Zerstörung immens groß und forderte 80.000 Opfer. 5,8 Millionen Menschen wurden obdachlos. Unter den Opfern waren tausende von Kindern, die unter ihren Schulen begraben wurden, während Staatsgebäude dem Erdbeben standhielten. In der Öffentlichkeit, vor allem in der Presse, entstand ein Vorwurf gegen die chinesischen Behörden der betroffenen Regionen, die Schulgebäude, auch „Tofu-Schulen“ genannt, nicht erdbebensicher gebaut zu haben. Der chinesische Künstler Ai Weiwei reiste nach Sichuan, um sich vor Ort ein Bild von den Zerstörungen und deren Auswirkungen zu machen.

## Installationen

### Die Citizen’s Investigation Installation 2009
Auf Eigeninitiative, startete Ai Weiwei, im Jahre 2008, mit 200, von ihm selbst ausgesuchten Mithelfern, eine Citizen’s Investigation, um die Namen der verstorbenen Kinder zu sammeln, um sie später auf Listen zu übertragen, sodass ihre Namen nicht in Vergessenheit geraten. Gemeinsam, schafften sie es mehr als 5000 Namen der verstorbenen Kinder zu sammeln und in Form von Listen, zu dokumentieren. Die Listen, die sie erarbeiteten, verweisen jeweils auf den Namen, das Geschlecht, dem Geburtsdatum, dem Alter und der Anschrift der Schule jedes einzelnen Kindes, das ums Leben kam.  Aus diesem Konzept heraus, entstand die Citizen’s Investigation Installation, bis zum 24. Februar 2013 im Hirshhorn Museum in  Washington, anlässlich der Ausstellung, „Ai Weiwei: According to what?“, zu sehen. Die Installation, die sich aus den Namenslisten zusammensetzt und durch ein spezielles Printverfahren, auf die Wände des Museums übertragen wurde, befindet sich in der Eingangshalle des Hirshhorn Museums. In chinesischer Zeichenschrift geschrieben, dokumentiert sie in chronologischer Reihenfolge, jeweils den Namen, das Geburtsjahr und die Schulklasse jedes einzelnen Kindes, das ums Leben kam.  Sie ist die verkürzte Version der erarbeiteten Namenslisten Ai Weiweis. Dennoch verliert sie nicht an Aussagekraft, aufgrund dessen, dass mehr als 5000 Namen registriert wurden. Begleitend, zu dieser Installation, werden die Namen der Kinder, von verschiedenen Personen, von einem Tonband aus, vorgetragen. Die Aufnahme, „Remembrance“, umfasst 3 Stunden und 41 Minuten.   Die Citizen’s Investigation Installation entsetzt regelrecht durch ihre Masse an Namen, die strukturell angeordnet wurden und welche noch einmal die Tragödie des Erdbebens veranschaulichen.

### Die Remembering Installation 2009
Die Installation „Remembering“ von 2009, die an der Fassade des Hauses der Kunst in München zu Ai Weiweis Ausstellung „So Sorry“ angebracht wurde, sorgte für Aufsehen. Die Installation, die 100 Meter lang und 10 Meter hoch ist, besteht aus 9000 in Reih und Glied systematisch angeordneten Kinderrucksäcken. Je ein Rucksack eines Kindes steht für ein Leben. Die Rucksäcke sind jeweils mit einem Buchstaben und einer Zahl versehen und in einer Zahlenreihe, die nummeriert in einem Stahlgerüst zu finden ist, eingesetzt. Sie sind in bunten, lebhaften Farben, wie Blau, Rot, Gelb und Grün, gehalten, etwas Weiß in der Mitte der Installation ist ebenfalls zu erkennen und sollen nach Ai Weiwei die Psyche eines Kindes widerspiegeln, ihre Lebensfreude und Unschuld. Darüber hinaus sind die Farben nach dem Toys’R’Us-Logo eingesetzt worden und formen sich zu Mandarin-Schriftzeichen zusammen, es entsteht ein Satz: „Sieben Jahre lebte sie glücklich in dieser Welt.“
Dieser Kommentar einer Mutter eines verstorbenen Kindes, unterstützt die Aussage der Installation zusätzlich. Durch die Masse an Rucksäcken, ebenfalls wie bei der Masse an Namen der Citizen’s Investigation Installation, gewinnt die Installation an emotionaler Tiefe.

### Snake Ceiling 2009
Snake Ceiling besteht aus einer 90 Meter langen, biegsamen, Skulptur, die sich aus 600 schwarz-weißen Rucksäcken mit neongrünen Rucksackschnallen zusammensetzt und die ebenfalls, wie Ai Weiweis Installation Remembering, die verstorbenen Kinder Sichuans repräsentiert. Die Rucksäcke bestehen aus verschiedenen Größen, da sie „elementary school students“ und „junior high students“ darstellen, ihre Musterungen sind ebenfalls differierend.
Sie formen eine Schlange, die an der Decke eines Museumsraumes des Hirshhorn Museums in Washington, angebracht wurde. Die Skulptur soll als Requiem für die Seelen der Kinder stehen. Durch ihren hohen Grau-Schwarz-Anteil, wirkt die Installation in ihren Farben eher dezent und trist, somit spiegelt Snake Ceiling, von Anfang an die Trauer wider, doch haftet an ihr auch etwas Tückisches, hervorgerufen durch das Symbol der Schlange.

### Symbolik der Schlange und des chinesischen Drachen
Das Symbol der Schlange ist vieldeutig, sie steht für Weisheit und Erleuchtung, so wie für Tod und Zerstörung, da ihr Biss töten kann, doch ebenso für Leben und Auferstehung, da sie sich häutet. In den christlichen Ländern wird sie oft mit dem Bösen in Verbindung gebracht, mit der Lüge, dem Sündenfall. Snake Ceiling verkörpert eine Schlange, allerdings sieht sie dem chinesischen Drachen, auch Long genannt, in ihrer Struktur sehr ähnlich. In China werden Drachen als Gottheiten verehrt, als magisches Wesen, das in der Lage ist, andere Formen des Lebens, unter anderem auch menschliche Gestalt, anzunehmen. Ganz typisch für China, erscheint er häufig in der Farbe Rot, die in diesem Land die Farbe des Lebens repräsentiert und gleichzeitig ein Zeichen für Freude, Glück und Liebe ist.